# Iáia II Aluatique
Iáia Aluatique ibne Maomé (em árabe: يحيى الوثيق إبن محمد; romaniz.: Yahya al-Wathiq ibn Muhammad), melhor conhecido como Iáia II Aluatique, foi califa do Reino Haféssida na Ifríquia de 1277 até 1279.

## História
Era filho de Maomé I (r. 1249–1277). Sucedeu-o com sucesso e teve um começo de reinado tranquilo, mas logo sofreu com esquemas de seu andalusino favorito ibne Alhababar e a revolta de Bugia em abril de 1279 em favor de seu tio, Abu Ixaque. Foi forçado a abdicar em favor do tio, que entrou em Túnis em agosto. A vitória foi facilitada pela ajuda prestada pelo rei Pedro II (r. 1276–1285), que queria assegurar o apoio do Reino Haféssida em sua luta contra Carlos I (r. 1246–1285).